# Гаген (вулкан)
Гаген (англ. Mount Hagen, нім. Hagensberg) — другий за висотою вулкан Папуа Нової Гвінеї, острова Нової Гвінеї і Австралії і Океанії після вулкана Гілуве. Був відкритий в 1896 році і названий на честь німецького офіцера колоніальної адміністрації Курта фон Гаґена. Висота становить 3834 метрів.

## Географія
Вулкан розташований на межі між провінціями Західний Гайлендс і Енга Папуа-Нової Гвінеї і є частиною хребта Гаґен. Лежить приблизно за 35 км на північ — північний схід від вулкана Гілуве і за 24 км на північний захід від міста Маунт-Гаген, яке дістало свою назву завдяки вулкану.
Гаген є старим стратовулканом, покритий альпійськими луками, що був вельми еродований під час декількох зледенінь плейстоцену.
Абсолютна висота за одними джерелами становить 3778 м над рівнем моря. За новими джерелами 3834 м. Відносна висота становить 1094 м. А найнижча висота сідла, за яким визначається відносна висота, становить 2740 м. Топографічна ізоляція становила 37,4 км відносно вищої гори, щитового вулкану Гілуве (4367 м), за новими джерелами — 29,68 км.
У найхолодніші часи льодовикова шапка займала площу 50 км², що була вдвічі менше льодовиків найвищого вулкана Нової Гвінеї — Гілуве. Льодовики спускалися до висоти 3400 метрів.